# 松園正隆
松園 正隆（まつぞの まさたか、1973年12月16日 - ）は、日本のラグビー指導者。現在ジャパンラグビーリーグワン宗像サニックスブルースの監督を務めている。

## プロフィール
- 佐賀県出身[1]。
- ポジションはプロップ(PR)、フッカー(HO)。
- 身長 172 cm、体重 107 kg
- ニックネームはマサ[2]。
- 九州代表に選ばれたことがある[3]

## 略歴
1992年、佐賀工業高校卒業後、日本体育大学に入る。
1996年、日本体育大学卒業後、サニックス（現・宗像サニックスブルース）に加入。
1998年からサニックスの主将を4シーズン務めた。
2016年12月18日に行われたジャパンラグビートップリーグ第12節のNTTコミュニケーションズシャイニングアークス戦に出場して、トップリーグ最年長出場記録を更新した。
2017年、現役を引退した。
2021年、宗像サニックスブルースの監督に就任。